# Simon Haskel, Baron Haskel

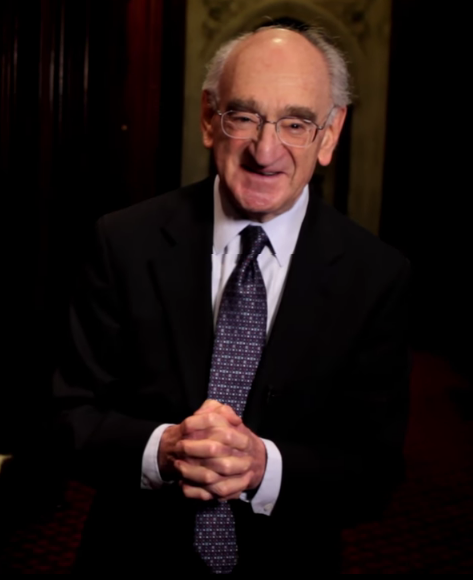
Simon Haskel, Baron Haskel

Simon Haskel, Baron Haskel (* 9. Oktober 1934) ist ein britischer Peer und Politiker der Labour Party.

## Leben
Er wurde in Litauen als das einzige Kind seiner Eltern Isaac und Julia Haskel geboren. Er besuchte die Sedbergh School und graduierte später als Bachelor of Science am Salford College of Advanced Technology. 1961 begann er seine berufliche Laufbahn als Ingenieur bei der Perrots Ltd, deren Vorstandsvorsitzender er von 1970 bis 1989 war. 1972 gehörte er zu den Gründungsmitgliedern der Labour Finance & Industry Group, die die Labour Party in Finanz- und Wirtschaftsfragen politisch berät, von 1975 bis 1995 war er ihr Vorsitzender.
Am 4. Oktober 1993 wurde er mit dem Titel Baron Haskel, of Higher Broughton in the County of Greater Manchester, zum Life Peer erhoben. Mit dem Titel ist ein Sitz im House of Lords verbunden, in dem er der Fraktion der Labour Party angehört. Er arbeitete dort in einer Reihe von Ausschüssen vornehmlich zu Industrie- und Wissenschaftsfragen.

## Familie
Simon Haskel heiratete 1962 Carole Lewis, Tochter von Wilbur Lewis. Zusammen haben sie zwei Kinder, den 1963 geborenen Sohn Jonathan Edward Haskel und die 1965 geborene Tochter Lisa Frances Haskel.